# جنرال آتلانتیک
جنرال آتلانتیک (انگلیسی: General Atlantic) شرکت سرمایه‌گذاری آمریکایی است، که در سال ۱۹۸۰ تأسیس شد.